# Nicholas Jinadasa
Nicholas Jinadasa (* 2. Oktober 1985 in Long Beach) ist ein US-amerikanischer Badmintonspieler. 

## Karriere
Nicholas Jinadasa gewann 2007 Bronze im Mixed bei der Panamerikameisterschaft mit seiner Schwester Samantha Jinadasa. 2009 erkämpfte er sich dort erneut Bronze. diesmal jedoch mit Rulan Yeh an seiner Seite. 2011 siegte er bei den Colombia International
im Herrendoppel.

## Sportliche Erfolge
| Saison | Veranstaltung           | Disziplin    | Platz | Name                                  |
| ------ | ----------------------- | ------------ | ----- | ------------------------------------- |
| 2007   | Panamerikameisterschaft | Mixed        | 3     | Nicholas Jinadasa / Samantha Jinadasa |
| 2009   | Panamerikameisterschaft | Mixed        | 3     | Nicholas Jinadasa / Rulan Yeh         |
| 2011   | Colombia International  | Herrendoppel | 1     | Nicholas Jinadasa / Mathew Fogarty    |